# Царицынский конфликт
Царицынский конфликт — первая открытая конфронтация между Л. Д. Троцким и И. В. Сталиным, возникшая в 1918 году во время обороны Царицына. Противостояние развивалось на фоне массового призыва в РККА бывших офицеров царской армии. Благодаря серии статей в центральных газетах проблема стала публичной; в её разрешении непосредственное участие принимал ЦК РКП(б), в особенности Ленин и Свердлов. В результате в руководстве большевиков победила точка зрения Троцкого, считавшего необходимым использовать кадры бывшей Русской императорской армии, причём на командных должностях — в то время как Сталин выступал категорически против подобной практики. В конце 1920-х годов конфликт в Царицыне получил «искажённое» (по мнению троцкистов) освещение в советской историографии.

## Предыстория
К концу Гражданской войны в Красной армии служили около 43 % старого офицерского состава, из вовлечённых в конфликт бывших царских офицеров; соответственно, в Белой гвардии их было 57 %. Из наиболее подготовленной части старого офицерского корпуса, офицеров Генерального штаба, в РККА вступили 639 человек (в том числе 252 генерала) — на сторону белых перешли 750 человек. Данный результат был достигнут, однако, через борьбу с теми большевиками, кто продолжал поддерживать «полуанархистскую линию» — тактику партизанской борьбы. Они не доверяли офицерскому корпусу, видели в бывших офицерах опасных соперников и «классовых врагов», готовых при первой возможности сменить сторону. Последнее действительно происходило нередко: к примеру, около трети бывших офицеров императорского генштаба, служивших в РККА, перешли на сторону белых.

Поддержка наркомвоенмором Троцким использования старых военных специалистов («военспецов») часто вызывала его конфликты с приверженцами «догматов марксистской теории о классовой вражде и ненависти». В частности, Сталин в тот период не разделял взглядов Троцкого — он был на стороне тех, кто не желал видеть «золотопогонников», пусть и с приставкой «бывший», во главе рабоче-крестьянской армии. Сам глава правительства Советской России Владимир Ленин занимал в вопросе об использовании военных специалистов колеблющуюся позицию и преимущественно хранил молчание. В августе 1918 года он передал Троцкому предложение Юрия Ларина о замене всех бывших офицеров Генштаба, служивших в РККА, коммунистами; 23 августа Троцкий ответил на данное предложение «резко отрицательно»:
Сжатие всей военной верхушки, удаление балласта необходимо – путём извлечения работоспособных и преданных нам генштаб[ист]ов, отнюдь не путём их замены партийными невеждами.

## История конфликта

### Генерал Снесарев и затопленная баржа с офицерами
Первый открытый конфликт Троцкого со Сталиным возник как раз в связи с использованием старых армейских кадров на участке фронта в районе города Царицын. Во второй половине 1918 года это был второстепенный участок Южного фронта Гражданской войны — хотя он и был важен с точки зрения снабжения сельскохозяйственной продукцией центральных промышленных районов РСФСР. В тот период Иосиф Сталин был направлен в город как раз для решения продовольственного вопроса — в качестве «общего руководителя продовольственным делом на юге России» (уполномоченного по хлебным делам). С санкции Ленина Сталин расширил свои полномочия и на военную сферу.
Во второй половине июля 1918 года антибольшевистские казачьи части, руководимые атаманом войска Донского генералом Петром Красновым, находились в 40—50 километрах от города и угрожали его захватом. Для отражения «белоказаков» ещё в мае 1918 был создан Северокавказский военный округ, военным руководителем которого был назначен бывший генерал-лейтенант царской армии Андрей Снесарев. Он в соответствии с прямыми указаниями Троцкого проводил в округе политику привлечения в войска «старых» опытных офицеров и активно боролся с «партизанщиной», создавая регулярные воинские части по образцу Русской императорской армии.
Сталину в результате упорной борьбы удалось добиться отстранения Снесарева, открыто выражавшего своё негативное отношение к военачальникам-большевикам. В ответ сам Сталин в телеграмме Троцкому с копией Ленину охарактеризовал Снесарева как «вялого военрука» — аналогичной характеристики были удостоены Карл Зедин и Николай Анисимов, «совершенно неприспособленные к условиям борьбы с контрреволюцией». В результате Снесарева отозвали в Москву. Кроме того, не имевший военной подготовки будущий лидер СССР начал активно вмешиваться в решение оперативно-тактических вопросов — в частности, Сталин начал искать виновных в отступлении красноармейских частей. Он «приписал» нескольким бывшим офицерам сознательное вредительство и приказал арестовать всех сотрудников артиллерийского управления штаба округа и ликвидировал сам штаб. Арестованные были посажены на баржу, которую затопили в Волге: в назидание остальным (по данным доктора исторических наук Андрея Ганина, сведения о затоплении баржи являются вымыслом).
Один из арестованных, начальник штаба округа полковник Носович А. Л., был освобождён по настоянию наркомвоена Л. Д. Троцкого. Осенью 1918 года Носович перешёл на сторону Белой Армии. Серия очерков полковника Анатолия Леонидовича Носовича публиковались в течение 1919 года в журнале «Донская волна». В 2010 году эти очерки были выпущены в виде отдельной книги.

### «Золотопогонники» против «партизан»
Историки Юрий Фельштинский и Георгий Чернявский считали, что Троцкий знал об «известной поддержке», которую Ленин оказывал Сталину — как раз за способность последнего «нажимать». Поэтому, согласовав сначала именно с Лениным, Лев Давидович направил Сталину телеграмму, в которой требовал «навести порядок [в войсках], объединить отряды в регулярные части, установить правильное командование, изгнав всех неповинующихся». Действия же Сталина под Царицыным носили «противоположный характер»: он поощрял «самоуправство комиссаров» и «партизанские настроения» местных руководителей.
Среди лиц, пользовавшихся доверием Сталина (так называемая «царицынская группа»), в тот период были Семён Буденный и Климент Ворошилов. Последний руководил Луганским социалистическим отрядом, пробившимся через территорию белых к Царицыну — за это Ворошилов получил пост командующего 5-й армией РККА и стал членом Военного совета Северо-Кавказского округа. Будённый же, будучи унтер-офицером в период Первой мировой войны, в феврале 1918 года сформировал конный отряд, действовавший против белых. Этот отряд «вырос» сначала в полк, а затем и в дивизию. Фельштинский и Чернявский считали, что подразделение Буденного «обладало определёнными боевыми качествами», хотя в нём и царили недисциплинированность, пьянство и мародёрство.
При этом там, где Троцкий — которого самого окружали десятки генштабистов — был склонен приписывать военспецам успехи на фронте, Сталин списывал на них военные поражения:
Если бы наши военные «специалисты» (сапожники!) не спали и не бездельничали, [фронтовая] линия не была бы прервана, и если линия будет восстановлена, то не благодаря военным, а вопреки им.
Спустя несколько дней Сталин открыто пожаловался председателю Совнаркома на действия Троцкого:
Вдолбите [Троцкому] в голову… Для пользы дела мне необходимы военные полномочия… Я буду сам, без формальностей свергать тех командармов и комиссаров, которые губят дело… Отсутствие бумажки от Троцкого меня не остановит.
Это при том, что более ранние свои телеграммы Троцкому Сталин оканчивал фразой «Ваш Сталин».
Ответ в этой «дуэли „выдающихся вождей“» был дан Троцким уже через несколько дней. В нём говорилось, что «комиссар не командует, а наблюдает» и «относится с уважением к военным специалистам, добросовестно работающим»; Троцкий также угрожал «суровыми карами» за невыполнение своих распоряжений и побеги спецов в стан белогвардейцев. Кроме того он категорически отвергал предложение сделать офицеров простыми консультантами при комиссарах, считая что подобная идея рассчитана «на инстинкты местничества».
17 сентября, когда Реввоенсовет образовал Южный фронт и назначил его командующим бывшего генерал-майора царской армии Павла Сытина, конфликт только усилился. Сталин и Ворошилов опротестовали данное назначение и заявили о своём намерении создать собственный, независимый военный центр с «коллегиальным решением всех оперативных вопросов» — они отказались ехать в Козлов, где разместился штаб свежеобразованного фронта, оставшись в Царицыне. Сам командующий Сытин, «не обнаруживавший большой изворотливости» в деле создания штаба, оказался в крайне сложном положении и стал просить о вызове в Москву.
Таким образом, своей собственной волей «царицынский проконсул» Сталин отстранил Сытина от руководства войсками, проигнорировав распоряжения центра — «Сталин и его люди как бы не слышали распоряжений» Троцкого. Лев Давидович был возмущён этими «амбициозными, честолюбивыми устремлениями» Иосифа Виссарионовича: 2 октября он телеграфировал в Реввоенсовет, что планирует выехать на Южный фронт, где «отношения ненормальны», и отдал приказ Сталину немедленно прибыть в Козлов и конструировать обычный, а не независимый Реввоенсовет Южного фронта.

### Решения Ленина, Свердлова и ЦК
Троцкий, которого поддержал и главком Иоаким Вацетис, сумел привлечь Ленина на свою сторону: в тот же день, 2 октября, конфликтную ситуацию рассмотрел ЦК РКП(б) — в результате Яков Свердлов получил поручение разъяснить Сталину по «прямому проводу», что подчинение Реввоенсовету республики абсолютно необходимо. В ответ Иосиф Виссарионович «затеял переписку»: он направил телеграммы в ЦК и отдельно Ленину, в которых призывал к обсуждению поведения Троцкого, «третирующего виднейших членов партии», и отмечал недопустимость издания Троцким единоличных приказов:
Троцкий не Военный революционный совет республики, а приказ Троцкого — не приказ Реввоенсовета…
Сталин и Ворошилов настоятельно требовали от большевистского руководства пересмотра политики использования военных специалистов в РККА. Уже 3 октября Сталин послал Ленину ещё одно письмо, в котором приказы Троцкого характеризовались как «сумасбродные»:
Троцкий не может петь без фальцета, действовать без крикливых жестов...
Троцкий ответил на следующий день, 4 октября, настаивая на отозвании Сталина с фронта и утверждая, что «Ворошилов может командовать полком, но не армией [в] пятьдесят тысяч солдат». Он также обращал внимание ЦК на превосходство сил красных, которое, по его мнению, не реализовывалось в связи с «полной анархией в верхах». Получив от Троцкого аналогичную телеграмму, Свердлов 5 октября потребовал от Сталина, Ворошилова и Минина подчиниться наркомвоенмору и не осложнять и без того непростого военного положения внутренними конфликтами. В тот же день Иосиф Виссарионович выехал по вызову ЦК в Москву, где встретился с Лениным.
В результате Ленин, не имевший на тот момент твёрдой позиции по вопросу о военспецах, поддержал наркомнаца Сталина: 8 октября Иосиф Виссарионович был повышен, став членом Реввоенсовета РСФСР, которым руководил сам Троцкий. Сталин состоял в совете до июля 1919 года. Сталинскую позицию также поддержал и партийный военспец Михаил Тухачевский, сделавший доклад на тему возможности замены бывших высших офицеров их более молодыми сверстниками (к которым относился и сам Тухачевский); позже Троцкий отказался наградить Тухачевского орденом Красного знамени в связи с годовщиной Красной армии. После этого примирительную позицию в конфликте занял Свердлов. Он предлагал Троцкому объясниться со Сталиным лично и «наладить совместную работу». Свердлов объяснял возникшие разногласия не разным пониманием двумя высокопоставленными большевиками роли военных специалистов, а перебоями в снабжении фронта: Сталин в сентябре 1918 года действительно затребовал от Реввоенсовета «огромное количество» оружия и снаряжения.

### Статьи «Давно пора» и «Преступная демагогия»
Возникшее таким образом «перемирие» длилось недолго: уже 25 декабря 1918 года в центральной партийной газете «Правда» появилась статья члена ВЦИКа Абрама Каменского, близкого к Сталину и Ворошилову (и ставшего в 1920 году заместителем наркома по делам национальностей), озаглавленная «Давно пора». В статье осуждалось использование военных специалистов, которые характеризовались как «николаевские контрреволюционеры», а сам Троцкий обвинялся в бессудном расстреле большевика-комиссара 2-го Петроградского полка М. Пантелеева. Аналогичную статью «Командиры и комиссары в действующей армии» опубликовал и левый коммунист, председатель Революционного военного трибунала Восточного фронта, Владимир Сорин:
Ежеминутная боязнь попасть... под расстрел приводит к тому, что у комиссара остается только один способ обращения со своими подчиненными: в свою очередь угроза расстрелами, запугивание их, чтобы они не подвели комиссара под пули.
В ответной статье «Преступная демагогия», написанной Троцким, нарком называл «чистейшей ложью» утверждения о массовом бегстве к неприятелю военспецов Южного фронта. В центральной печати статью Троцкого не поместили: он смог распространить её только в собственной малотиражной газете «В пути» и в виде отдельной листовки. Кроме того Троцкий уже 25 декабря составил «гневное» письмо в ЦК, в котором он опровергал утверждения Каменского и просил «заявить во всеобщее сведение», является ли политика привлечения бывших офицеров его личной или партии в целом.
В декабре 1918 года Ленин, оправившись от своего ранения, всерьез озаботился вопросами партийно-политической работы в Красной армии. В результате, на этот раз Владимир Ильич поддержал Троцкого: в тот же день он созвал ЦК, который принял постановление «О политике военного ведомства», авторство которого историки приписывают самому Троцкому. В постановлении подчёркивалась ошибочность мнения Каменского—Сталина и говорилось о работе военспецов в РККА как о целенаправленной политике большевистского ЦК. Более того, Каменскому, за его газетную статью, был объявлен выговор; фамилия Сталина в постановлении напрямую не называлась.
Спустя две недели Троцкий написал ещё одно письмо — председателю ВЦИКа Свердлову и, одновременно, в редакции газет «Правда» и «Известия». Он сообщал подробности о действительно имевшем место случае расстрела бывшего председателя Могилевского губисполкома, комиссара 2-го Петроградского полка Михаила Пантелеева, который был казнён по приговору созванного приказом Троцкого военно-полевого суда — вместе с командиром полка и каждым десятым красноармейцем (см. децимация). После этого Ленин вновь поддержал Троцкого: он написал записку, в которой расширял полномочия Льва Давидовича:
Зная твердый характер распоряжений тов. Троцкого, я... поддерживаю [их] целиком
Записка была написана на бланке председателя Совнаркома, причём в самой нижней части листа, давая возможность Троцкому использовать верхнюю часть для своего текста. В Полное собрание сочинений Ленина, изданное после опалы Троцкого, данная записка не вошла. Впоследствии Троцкий — уже находясь в эмиграции — утверждал, что записка была «направлена против закулисной кампании Сталина» и что он сам «не делал из этого документа никакого употребления».
Кроме того, 21 января 1919 года Троцкий опубликовал в журнале «Военное дело» написанную им в самом конце 1918 года программную статью «Военные специалисты и Красная армия», в которой объяснял вынужденную необходимость использования военспецов отсутствием в России достаточного количества квалифицированных командиров-коммунистов. В тот же период, в связи с обострением ситуации на Украине, Лев Давидович предостерегал ЦК от повторения «Царицынских экспериментов»:
Я считаю покровительство Сталина царицынскому течению опаснейшей язвой...

## Последствия
Царицынский конфликт ускорил выработку официальных положений о командующих армиями и фронтами — документ, подписанный Лениным, был опубликован 12 декабря 1918 года. А в декабре 1919 года Троцкий издал приказ «О мерах по борьбе с партизанщиной в Красной армии», согласно которому партизанские отряды запрещалось принимать в РККА в качестве готовых частей: членов подобных отрядов подлежало рассматривать лишь как «материал для переработки», а командный состав «партизан» требовалось «обновлять». Позже Владимир Ильич неоднократно возвращался к мерам Троцкого по наведению порядка в Красной армии, отзываясь о них положительно. В частности, в докладе на I съезде трудовых казаков, состоявшемся 1 марта 1920 года, Ленин поддержал деятельность Троцкого по введению «железной дисциплины, которая проводится беспощадными мерами». В опубликованных документах историк Андрей Ганин обнаружил почти 100 упоминаний Лениным имён 17 различных бывших офицеров царского Генштаба — причём упоминаний скорее в позитивном контексте.
Биографы Троцкого Фельштинский и Чернявский утверждали, что Ленин в период Царицынского конфликта начинал во все большей степени чувствовать опасность для партийного руководства (и лично для себя) так называемой «военной оппозиции». Недовольство, которое складывалось в кругах средних и низших партийных кадров в связи с привлечением бывших офицеров, могло привести к опасным для большевистского руководства последствиям.
Что же меня касается, то я полагаю, что необходимо приложить все усилия для налаживания совместной работы со Сталиным.В. И. Ленин, «Телеграмма Л. Д. Троцкому», 23 октября 1918
Сам же Троцкий видел причины возникновения «военной оппозиции» в противоречии между классовым подходом, в котором предполагалась расправа над офицерами, и приглашением военспецов в качестве инструкторов и командиров рабоче-крестьянской армии. Он вспоминал, что в начале 1919 года был «буквально ошарашен» запиской Ленина, содержавшей вопрос: «А не прогнать ли нам всех специалистов поголовно и не назначить ли Лашевича главнокомандующим?». Троцкий был вынужден сообщить председателю СНК, что на тот момент в РККА служило не менее тридцати тысяч бывших царских офицеров.
Результатом ситуации под Царицыным и последовавшей за ней дискуссии о роли военспецов стала и ленинская брошюра «Успехи и трудности Советской власти», в которой Ленин говорил о привлечении в Красную армию лиц, когда-то присягавших Николаю II, как об успехе большевиков:
как заставить строить коммунизм тех, кто является его противниками, строить коммунизм из кирпичей, которые подобраны капиталистами против нас! Других кирпичей нам не дано!
Фельштинский и Чернявский также обращали внимание на то, что в числе обвинений, которыми участники конфликта неоднократно обменивались друг с другом, не было упоминаний ни о массовых казнях офицеров («царицынская баржа»), ни о расстрелах рядовых красноармейцев (см. Красный террор). Упоминалась только смерть большевистского комиссара М. Пантелеева. Другой биограф Троцкого — Исаак Дойчер — говоря о царицынском конфликте, отмечал, что общий «лейтмотив» последующей борьбы Троцкого со Сталиным впервые проявился уже через год после Октябрьской революции (см. Внутрипартийная борьба в ВКП(б) в 1920-е годы).
Впоследствии, в 1920-е годы, Сталин и Ворошилов существенно исказили («поставили с ног на голову») те позиции, которые они занимали в начале Царицынского конфликта: в декабре 1929 года появилась статья Ворошилова «Сталин и Красная Армия», переизданная «небывалыми тиражами» и ставшая «идеологическим документом» эпохи. В частности, речь Ленина с критикой «партизанщины» на Юге долгое время вообще не публиковалась.